# Caino e Abele

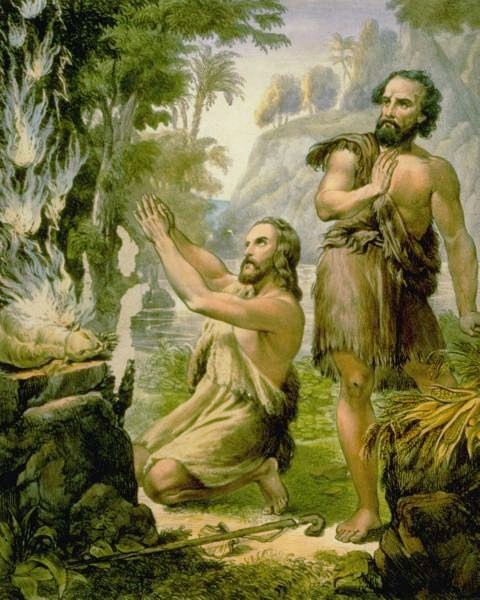
Caino (a destra) e Abele (a sinistra), illustrazione biblica del XIX secolo.

Nella Bibbia ebraica Caino e Abele (in ebraico קין והבל‎?, Qàyin veHèvel; in arabo قابيل وهابيل‎?, Qābīl waHābīl) sono due figli di Adamo ed Eva.

## Etimologia

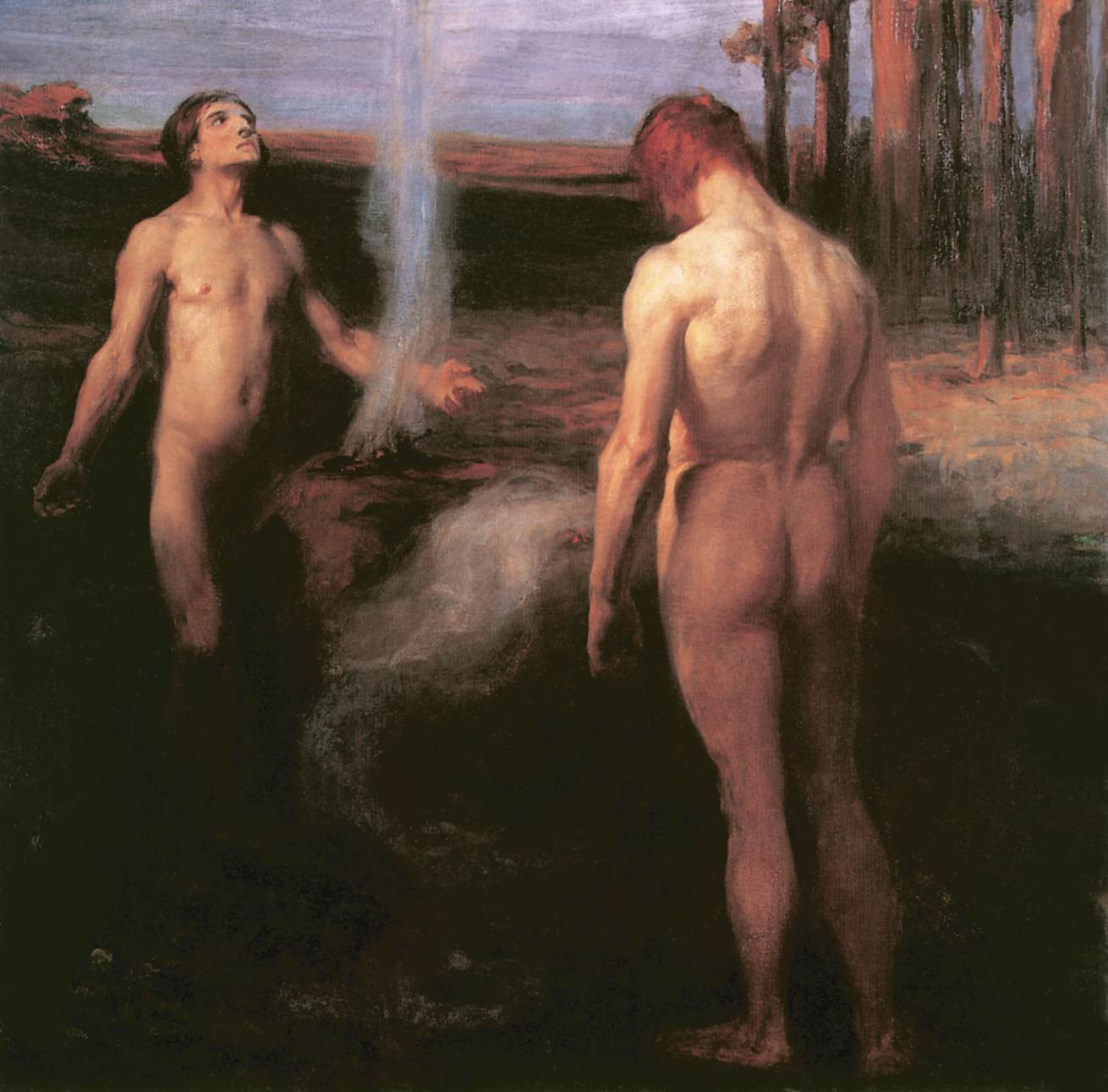
Caino e Abele, di László Hegedűs (Galleria Nazionale Ungherese, Budapest).

Nel Nuovo Testamento greco ci si riferisce a Caino come "εκ του πονηρου", ovvero "dal maligno", o anche "del maligno". Molti interpretano questa traduzione come prova che Caino fosse letteralmente il figlio del serpente nel Giardino dell'Eden. Parallelamente a questa ipotesi, nella tradizione ebraica si dice che il serpente (נחש, nahash in ebraico) sia il padre di Caino.

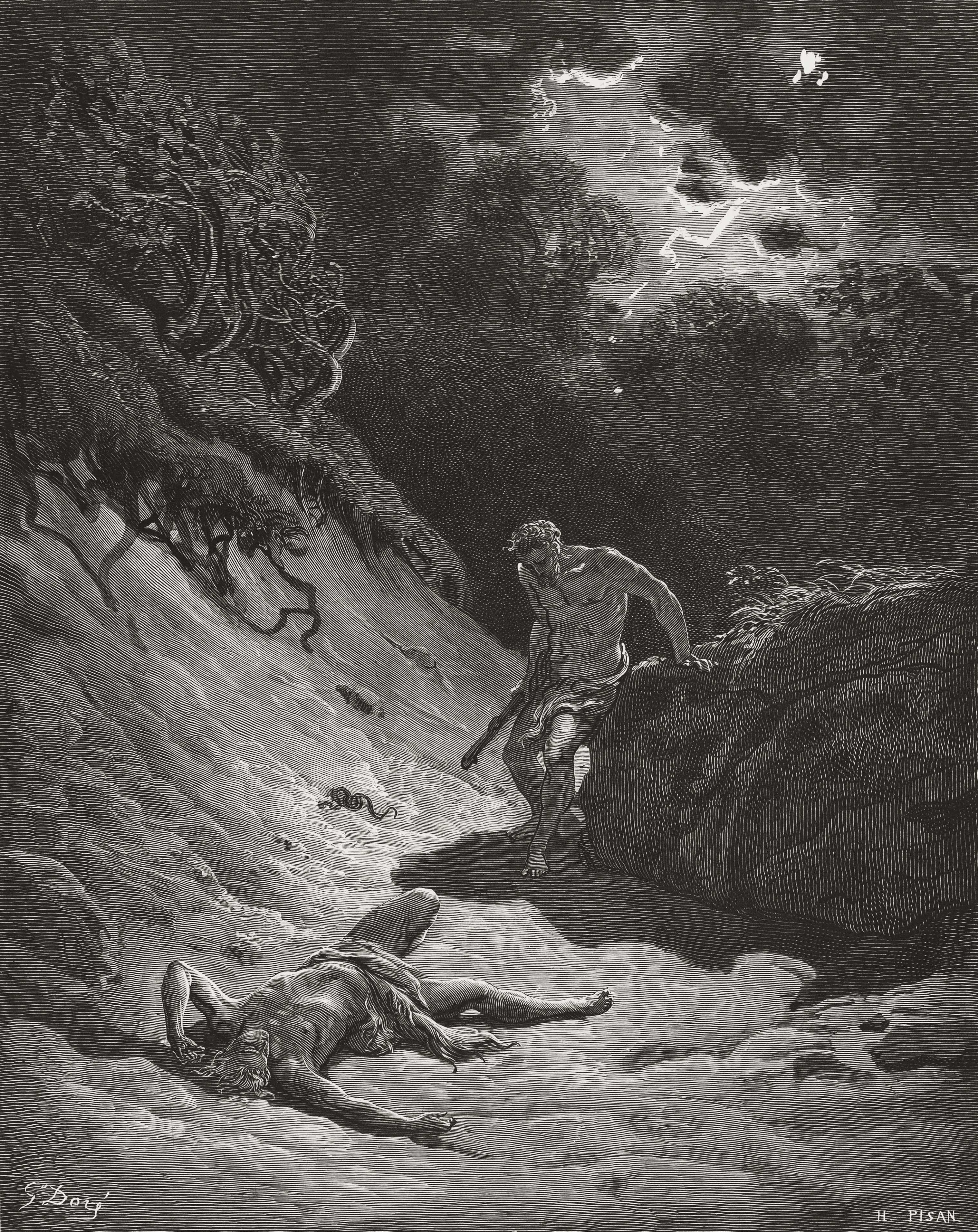
La morte di Abele, di Gustave Doré.

In tutte le versioni della storia, Caino è un agricoltore e Abele un pastore. Caino viene ritratto come un peccatore e come il primo traditore della storia, assassino di suo fratello, dopo che Dio ebbe rifiutato i frutti del suo raccolto in favore degli agnelli sacrificati da Abele. Caino viene menzionato come il primogenito di Adamo ed Eva, e quindi, come dicono le sacre scritture, il primo essere umano a nascere. Abele è stato la prima vittima, il primo essere umano a morire.
La più antica versione conosciuta della narrazione viene dai Manoscritti del Mar Morto ed è risalente al I secolo a.C. La storia di Caino e Abele è presente anche in altri testi, ed è oggetto di varie interpretazioni.
Abele, in quanto prima vittima, a volte viene visto come il primo martire; Caino invece viene visto come un progenitore del male. Varie allusioni a Caino e Abele come archetipo del fratricidio sono presenti in numerosi riferimenti e racconti, attraverso l'arte medievale e altre opere d'arte classiche Shakespeareane.
Il nome Abele, in ebraico, è composto da una radice che rimanda alla parola respiro. Secondo altri deriverebbe invece dal sumerico ibila o anche dall'accadico ablu, che significa "figlio".
Il nome di Abele è stato utilizzato in molte lingue europee come nome proprio o cognome. Nella lingua inglese, verso il XVII secolo compare anche quello di Caino, grazie all'influenza dei Puritani. Contrariamente a quanto creduto il cognome McCain non significa Figlio di Caino in gaelico, ma è una contrazione (come McCann) del nome Mac Cathan, dove, in gaelico, Cathan significa guerriero, da cath, ovvero battaglia.

## Caino

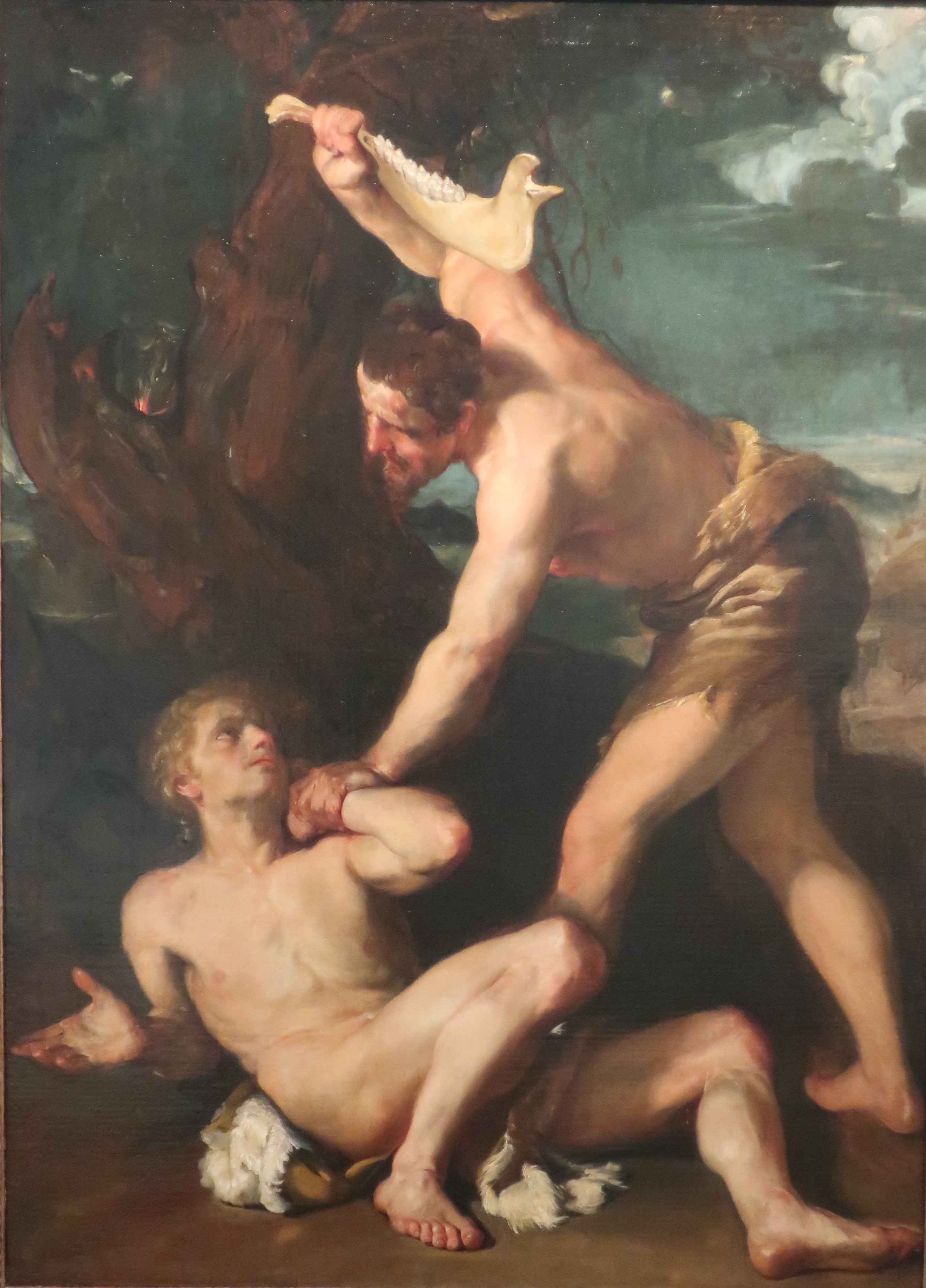
Caino uccide Abele, di Gaetano Gandolfi.

Per convenienza, la storia può essere considerata in due sezioni, in una l'omicidio e il motivo, nell'altra i confronti e le conseguenze.
Origini religiose sulla storia di Caino e Abele si possono trovare nella Genesi, nell'Al-Ma'ida Sūra e nella Perla di gran prezzo.

### Considerazione ebraico-cristiana

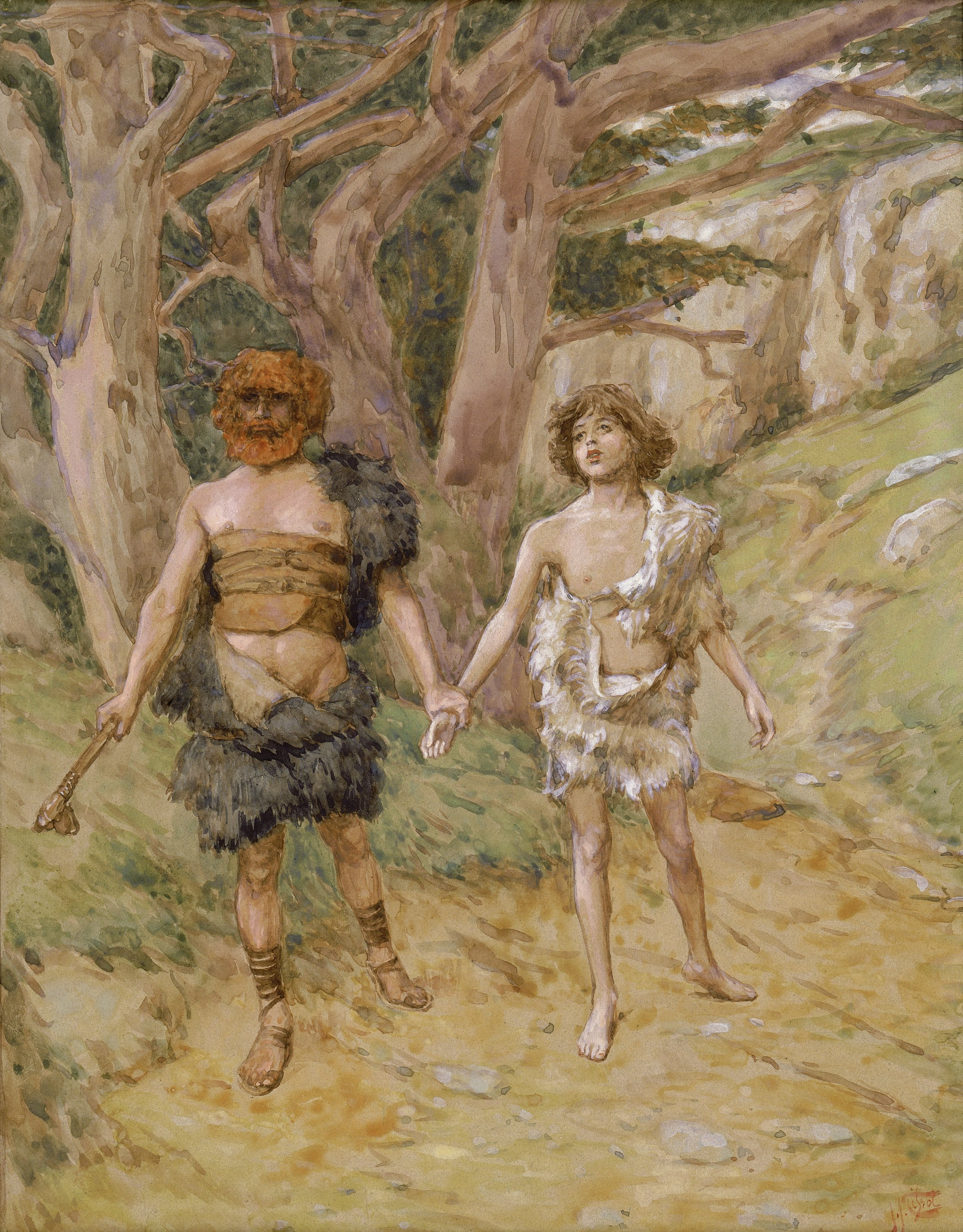
Caino conduce Abele alla morte, di James Tissot.

[3]Dopo un certo tempo, Caino offrì frutti del suolo in sacrificio al Signore; [4]anche Abele offrì primogeniti del suo gregge e il loro grasso. Il Signore gradì Abele e la sua offerta, [5]ma non gradì Caino e la sua offerta. Caino ne fu molto irritato e il suo volto era abbattuto. [6]Il Signore disse allora a Caino: «Perché sei irritato e perché è abbattuto il tuo volto? [7]Se agisci bene, non dovrai forse tenerlo alto? Ma se non agisci bene, il peccato è accovacciato alla tua porta; verso di te è il suo istinto, ma tu dòminalo».
[8]Caino disse al fratello Abele: «Andiamo in campagna!». Mentre erano in campagna, Caino alzò la mano contro il fratello Abele e lo uccise.»
(Genesi, capitolo 4)

### Motivi

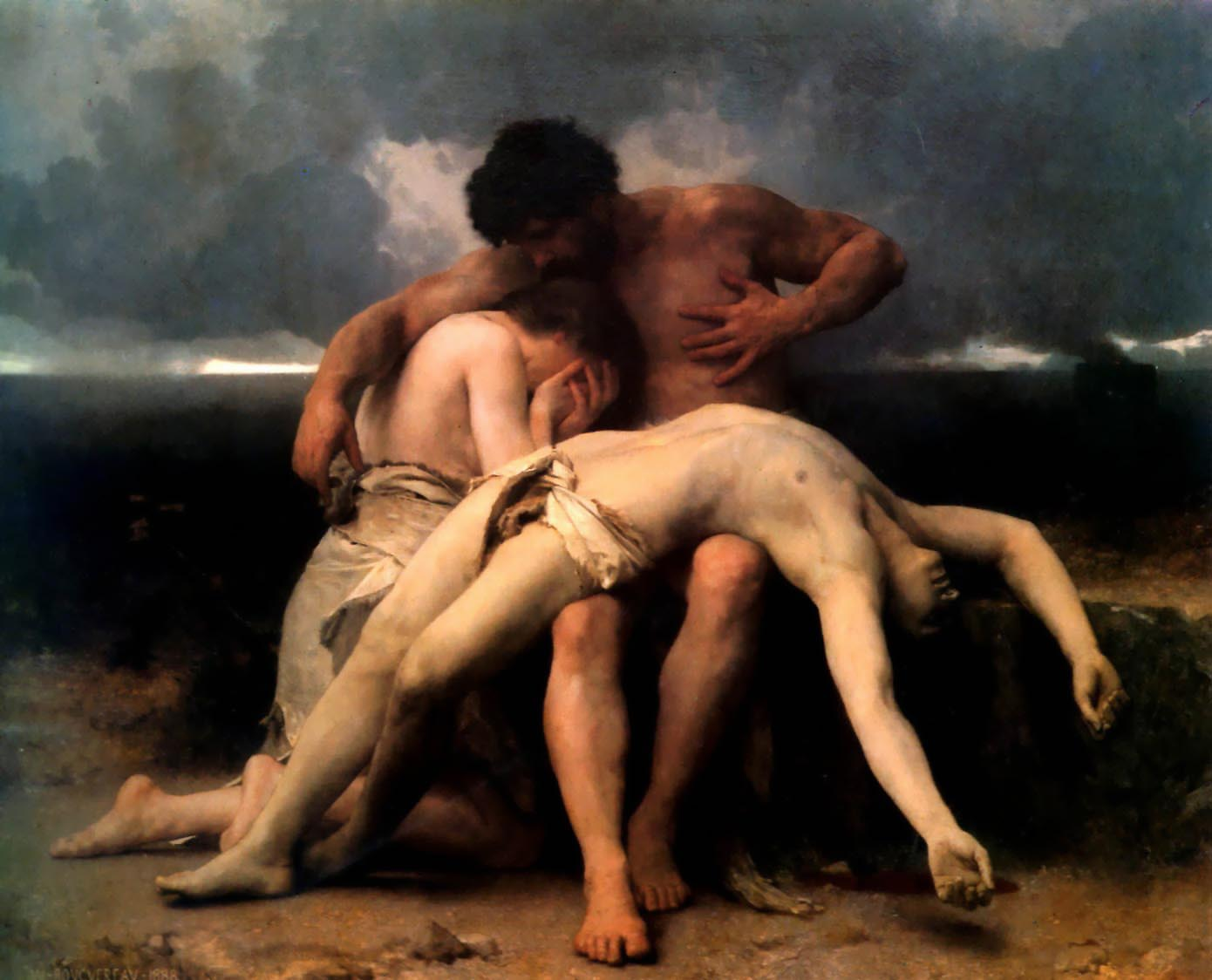
Il primo lutto, di William Bouguereau, 1888, Buenos Aires

Sebbene la Bibbia designi l'invidia come causa del crimine commesso da Caino, il punto di vista di molti altri testi non biblici è differente.
Giuseppe Flavio, nel suo "Antichità Giudaiche" (Libro I:54), come motivazione di disapprovazione dei doni scrive che Dio fosse più onorato dalle cose che crescono spontaneamente secondo le leggi naturali, che non con prodotti forzati dalla natura per opera dell'astuzia e dell'avidità dell'uomo.
Il Midrash e il Conflitto di Adamo ed Eva con Satana affermano che il vero motivo fosse il desiderio delle donne.Secondo la tradizione midrashica, Caino e Abele avevano entrambi una sorella gemella che dovevano sposare. Il Midrash racconta che la sposa di Abele, Aclima, era la più bella, e che Caino non era d'accordo sul loro matrimonio. Adamo allora propose di riferire la domanda a Dio attraverso un sacrificio. Dio rifiutò il sacrificio di Caino, segno di disapprovazione del matrimonio tra lui e Aclima, e Caino uccise suo fratello in un raptus di gelosia.
Un testo extra-biblico della Chiesa di Gesù Cristo dei santi degli ultimi giorni, il Libro di Mosè, contiene un'interpretazione differente della storia: Caino uccise Abele come risultato di un accordo di omicidio con Satana. In seguito, Caino esclamò: «Sono libero; sicuramente i greggi di mio fratello cadono nelle mie mani» (Perla di gran prezzo, Mosè - 5,33). Secondo i mormoni, quindi, il motivo dell'assassinio è il desiderio di Caino di possedere i beni di Abele, ovvero le sue pecore.

### La morte di Abele
Nel Nuovo Testamento vengono citati dei paragoni circa la morte di Abele; in Matteo 23:35, Gesù parla di Abele come giusto: 
(Matteo 23-35 La Sacra Bibbia - Genesi 1:1)

Nella Lettera agli Ebrei il sangue sparso di Abele viene accostato a quello di Gesù; sta scritto che: 
Il sangue di Cristo viene considerato portatore di misericordia e di salvezza; quello di Abele invece quale sinonimo di sete di vendetta (quindi come la maledizione e il marchio di Caino). 

Fede, testimonianza e salvezza sono riassunti nel concetto di Redenzione.
In merito a Caino e Abele, si esprime anche la Prima Lettera di Giovanni:
[11] Poiché questo è il messaggio che avete udito fin da principio: che ci amiamo gli uni gli altri. [12] Non come Caino, che era dal maligno e uccise il suo fratello. E per qual motivo l'uccise? Perché le opere sue erano malvagie, mentre quelle di suo fratello eran giuste.»
(1 Giovanni 3:10-12)
Il messaggio rinvia al Comandamento dell'amore, nella fede, nella giustizia e nella carità.

### Sepoltura
Secondo la credenza sciita, Abele è sepolto nella moschea Nabi Habeel, che si trova ad ovest di Damasco, in Siria.

## Confronti e conseguenze

### Bibbia

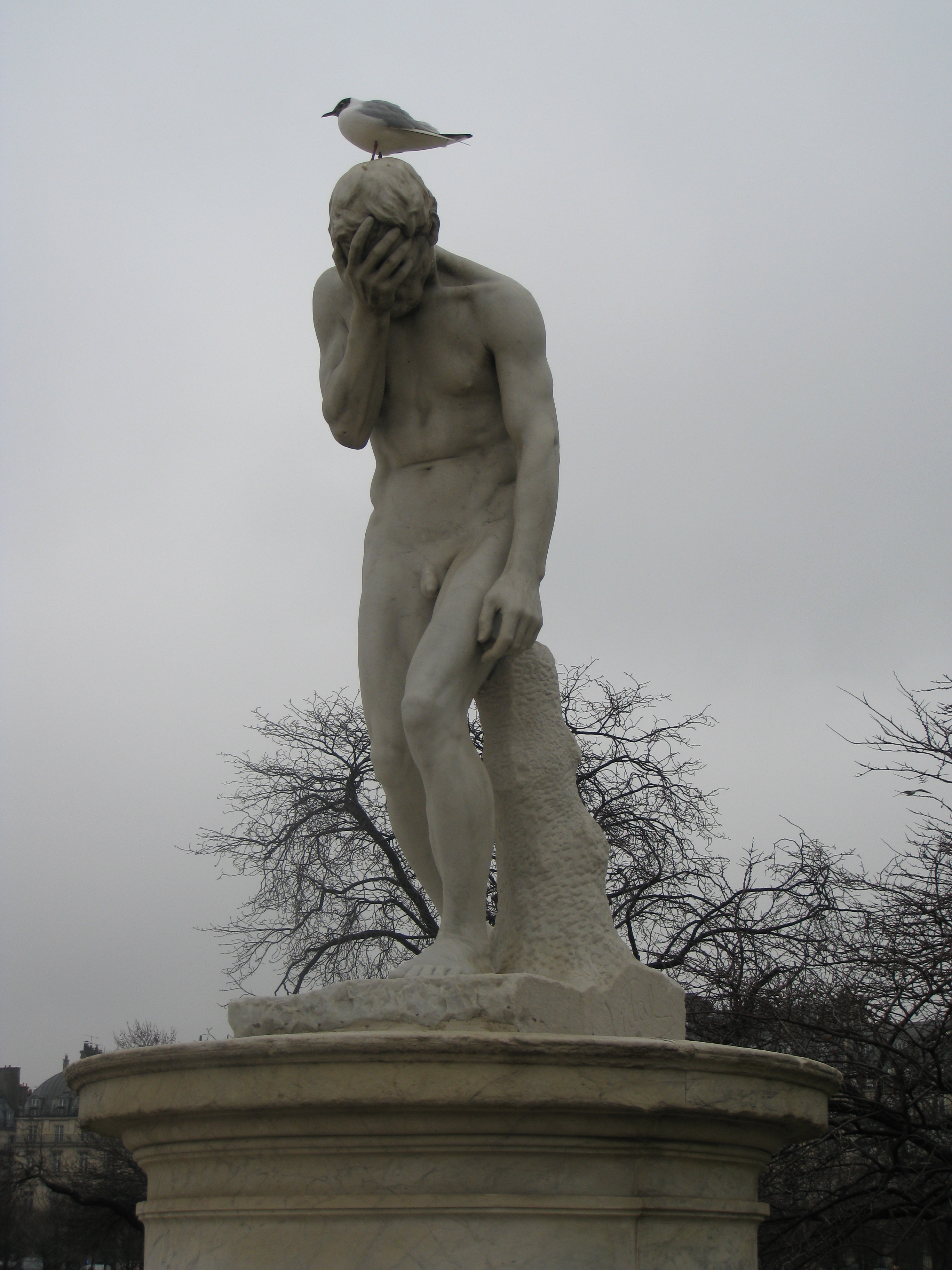
Caino, di Henri Vidal, Giardino delle Tuileries, Parigi

(Genesi, capitolo 4)

### Corano
Rispose il fratello:« Allah accetta solo da parte di coloro che Lo temono.
28 Se alzerai la mano contro di me per uccidermi, io non l'alzerò su di te: io temo Allah, il Signore dei mondi.
29 Voglio che tu ti addossi il mio peccato e il tuo, e allora sarai tra i compagni del Fuoco. Questa è la ricompensa per gli ingiusti ».
30 La sua passione lo spinse ad uccidere il fratello. Lo uccise e divenne uno di coloro che si sono perduti.
31 Poi Allah gli inviò un corvo che si mise a scavare la terra per mostrargli come nascondere il cadavere di suo fratello. Disse: « Guai a me! Sono incapace di essere come questo corvo, sì da nascondere la spoglia di mio fratello?». E così fu uno di quelli afflitti dai rimorsi.
32 Per questo abbiamo prescritto ai Figli di Israele che chiunque uccida un uomo che non abbia ucciso a sua volta o che non abbia sparso la corruzione sulla terra, sarà come se avesse ucciso l'umanità intera. E chi ne abbia salvato uno, sarà come se avesse salvato tutta l'umanità.
I Nostri messaggeri sono venuti a loro con le prove! Eppure molti di loro commisero eccessi sulla terra.»
(Il Sacro Corano - Traduzione italiana - Al Ma'ida)

### L'errante

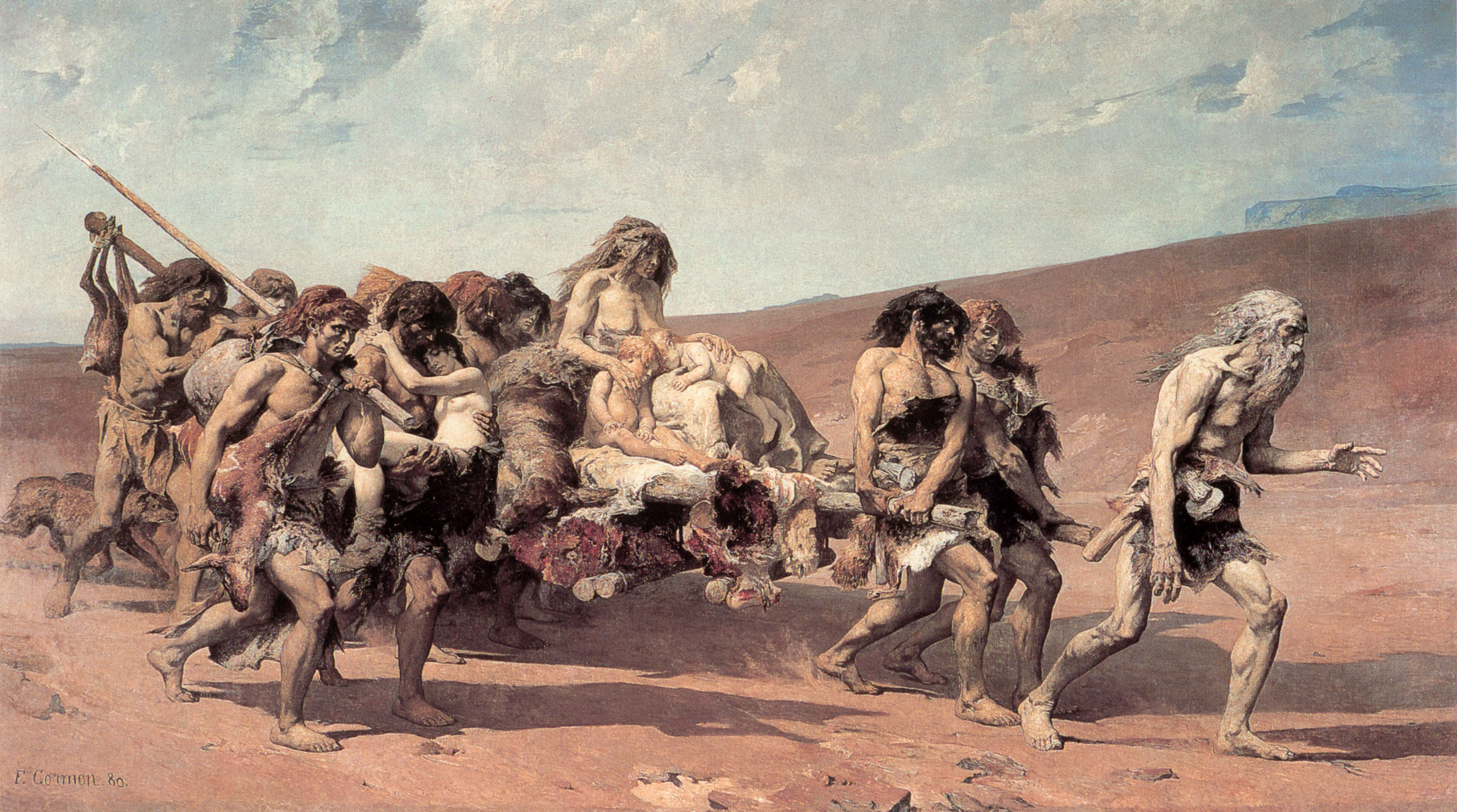
Caino fugge prima della maledizione di JHWH, di Fernand-Anne Piestre Cormon, 1880, Musée d'Orsay, Parigi

Per aver ucciso il fratello, Caino è stato condannato da Dio a viaggiare sulla terra per sempre, in maniera molto simile alle più recenti leggende dell'Olandese volante e dell'Ebreo errante.
Il tema del Caino viandante è apparso anche nel folclore mormone, nel quale viene narrato che uno dei primi leader mormoni, David W. Patten, incontrò nel Tennessee un uomo alto, dai lunghi capelli e di pelle scura, che diceva di essere Caino. Il racconto narra che Caino aveva ardentemente desiderato di morire, ma gli era stato negato questo suo desiderio, e che il suo scopo è quello di distruggere le anime degli uomini.
Nel Libro dei Giubilei è scritto che Caino si stabilì, sposò sua sorella Awan e generò un figlio, Enoch (da non confondersi con l'antenato di Noè), approssimativamente 196 anni dopo la creazione di Adamo. Caino fondò una prima città, e la chiamò Enoch, come suo figlio, costruì una casa e visse lì, finché la casa non gli crollò addosso e morì nello stesso anno della morte di Adamo.
Una leggenda medievale narra che Caino viaggiò fino ad arrivare alla Luna e si stabilì lì con una fascina di spine sulla schiena. Questa storia ebbe origine grazie alla fantasia popolare riguardo alle ombre sulla faccia della luna (ovvero i crateri). Un riferimento a questa credenza lo si può trovare nella Divina Commedia (canto XX verso 126) dove l'espressione "Caino e le spine" viene usata come sinonimo di "luna". A questa credenza è probabilmente legata la filastrocca infantile che così viene recitata (con la variante «ecco» al posto di «vedo»):
vedo Caino che fa le frittelle,
vedo la tavola apparecchiata,
vedo Caino che fa la frittata.»